# Mesochorus scopulus
Mesochorus scopulus là một loài tò vò trong họ Ichneumonidae.